# Lucas Browne
Lucas Browne (* 14. April 1979 in Auburn, Sydney, New South Wales) ist ein australischer Boxer und ehemaliger WBA-Weltmeister (Regular Champion) im Schwergewicht.

## Profikarriere
Browne bestritt sein Profidebüt im März 2009 und gewann 25 Kämpfe in Folge, davon 22 vorzeitig. Er wurde im Februar 2012 mit einem Sieg gegen Colin Wilson Australischer Meister und im April 2013 mit einem Sieg gegen James Toney Weltmeister des international unbedeutenden Verbandes WBF. Im Juli 2013 schlug er Travis Walker und im November 2013 den ebenfalls ungeschlagenen Richard Towers.
Mit einem Sieg gegen den Kanadier Eric Bahoeli im April 2014 wurde er Commonwealth-Champion und bezwang im August 2014 den ungeschlagenen Ukrainer Andrii Rudenko (Bilanz: 24-0) beim Kampf um den Titel WBA-Intercontinental. Diesen Titel verteidigte er im November 2014 gegen den US-Amerikaner Chauncy Welliver.
Am 5. März 2016 boxte er in Grosny um den regulären WBA-Weltmeistertitel und siegte durch TKO in der zehnten Runde gegen Titelträger Ruslan Chagayev (34-2), der zu diesem Zeitpunkt vom Ring Magazine auf Platz 8 der Weltrangliste geführt wurde. WBA-Superweltmeister zu dieser Zeit war der Brite Tyson Fury, der im November 2015 Wladimir Klitschko entthront hatte. Im Mai 2016 wurde Browne der reguläre WM-Titel jedoch entzogen, als nach dem Kampf sowohl seine A- als auch B-Probe positiv auf das verbotene Dopingmittel Clenbuterol getestet worden war.
Am 24. März 2018 verlor Browne in London durch K. o. in der sechsten Runde gegen den Briten Dillian Whyte und am 20. April 2019 ebenfalls in London durch K. o. in der dritten Runde gegen den Briten David Allen. Eine überraschende Niederlage erlitt er am 21. April 2021 in Wollongong durch TKO in der ersten Runde gegen den ehemaligen Rugby-League-Spieler Paul Gallen.
Nach Siegen gegen Faiga Opelu und Junior Fa, verlor er am 18. März 2023 durch TKO in der sechsten Runde gegen den ungeschlagenen US-Amerikaner Jarrell Miller.
Nach einer TKO-Niederlage gegen Mark Petrowski im Dezember 2023, verlor er auch seinen nächsten Kampf im Mai 2024 durch TKO gegen Hemi Ahio.